# Butta Gadschijewitsch Magomedow
Butta Gadschijewitsch Magomedow (russisch Бутта Гаджиевич Магомедов; * 25. Dezember 1997 in Machatschkala) ist ein russischer Fußballspieler.

## Karriere
Magomedow begann seine Karriere bei Master-Saturn Jegorjewsk. Im Januar 2015 wechselte er zum Drittligisten Saturn Ramenskoje. Für Saturn kam er bis zum Ende der Saison 2014/15 zu zehn Einsätzen in der Perwenstwo PFL. Zur Saison 2015/16 wurde er an das ebenfalls drittklassige Snamja Truda Orechowo-Sujewo verliehen. Bis zum Ende der Leihe kam er zu 26 Drittligaeinsätzen in Orechowo-Sujewo, in denen er drei Tore erzielte. Zur Saison 2016/17 kehrte er wieder zu Saturn zurück. Dort absolvierte er in jener Spielzeit 21 Spiele, in denen er sechs Tore erzielte.
Nach weiteren 16 Einsätzen bis zur Winterpause 2017/18 wechselte der Offensivspieler im Januar 2018 zu Tschaika Pestschanokopskoje. Bis Saisonende kam er dort in allen 14 Partien zum Einsatz. In der Saison 2018/19 spielte er 25 Mal in der Perwenstwo PFL, mit dem Klub stieg er zu Saisonende in die Perwenstwo FNL auf. Nach dem Aufstieg schloss er sich zur Saison 2019/20 allerdings dem Drittligisten Alanija Wladikawkas an. Für Alanija kam er bis zum COVID-bedingten Saisonabbruch zu 19 Drittligaeinsätzen. Mit dem Klub stieg er 2020 ebenfalls in die Perwenstwo FNL auf.
Sein Zweitligadebüt gab der Mittelfeldspieler im August 2020 gegen den FK SKA-Chabarowsk. In seiner ersten Saison in der Perwenstwo FNL kam er zu 40 Einsätzen, in denen er neunmal traf. In der Saison 2021/22 absolvierte er bis zur Winterpause 24 Zweitligapartien. Im Februar 2022 wechselte Magomedow zum Erstligisten FK Chimki.